# ريتشارد ألين شامبرلن
ريتشارد ألين شامبرلن (بالإنجليزية: Richard Eliot Chamberlin)‏ هو رياضياتي أمريكي، ولد في 20 مارس 1923، وتوفي في 14 مارس 1994.